# Ambitions (One Ok Rock)
Ambitions è l'ottavo album in studio del gruppo rock giapponese One Ok Rock, pubblicato nel 2017.

## Tracce
Versione giapponese
1. Ambitions (Introduction) – 1:23
2. Bombs Away – 4:23
3. Taking Off – 3:39
4. We Are – 4:15
5. 20/20 – 3:19
6. Always Coming Back – 3:33
7. Bedroom Warfare – 3:23
8. Lost in Tonight – 2:52
9. I Was King – 3:58
10. Listen (feat. Avril Lavigne) – 3:39
11. One Way Ticket – 3:37
12. Bon Voyage – 4:06
13. Start Again – 3:14
14. Take What You Want (feat. 5 Seconds of Summer) – 4:04

Versione internazionale
1. Ambitions (Introduction) – 1:23
2. Bombs Away – 4:24
3. Taking Off – 3:38
4. We Are – 4:15
5. Jaded (feat. Alex Gaskarth) – 3:36
6. Hard to Love – 3:16
7. Bedroom Warfare – 3:22
8. American Girls – 2:48
9. I Was King – 3:58
10. Listen – 3:39
11. One Way Ticket – 3:36
12. Bon Voyage – 4:05
13. Start Again – 3:14
14. Take What You Want (feat. 5 Seconds of Summer) – 4:03